# Saint-Maudez
Saint-Maudez [sɛ̃mode] (Sant-Maodez en breton) est une commune française située dans le département des Côtes-d'Armor en région Bretagne.

## Géographie
| Saint-Michel-de-Plélan |              | Corseul         |
|                        | Saint-Maudez |                 |
| Plélan-le-Petit        | La Landec    | Vildé-Guingalan |

### Hydrographie
Pour un article plus général, voir Réseau hydrographique des Côtes-d'Armor.
La commune est située dans le bassin Loire-Bretagne. Elle est drainée par le Montafilan, le ruisseau des Vaux du moulin et les Vaux du Moulin,,.
Le Montafilan, d'une longueur de 16 km, prend sa source dans la commune de Plélan-le-Petit et se jette  dans l'Arguenon en limite de Plancoët et de Créhen, après avoir traversé six communes. 

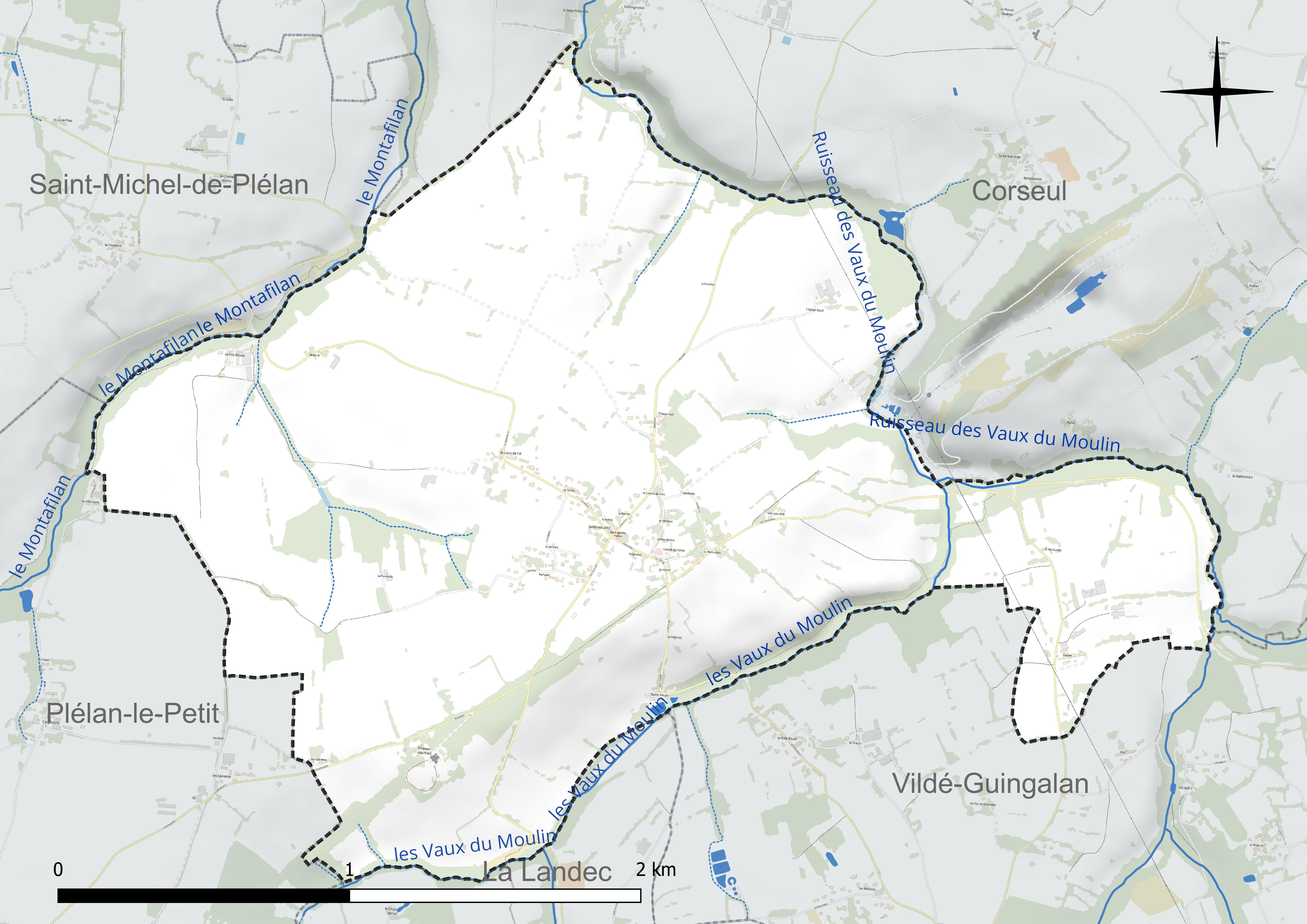
Réseau hydrographique de Saint-Maudez.

Le Vaux du moulin, d'une longueur de 11 km, prend sa source dans la commune de Aucaleuc et se jette  dans le Montafilan à Corseul, après avoir traversé quatre communes. 

### Climat
Pour des articles plus généraux, voir Climat de la Bretagne et Climat des Côtes-d'Armor.
En 2010, le climat de la commune est de type climat océanique franc, selon une étude du CNRS s'appuyant sur une série de données couvrant la période 1971-2000. En 2020, Météo-France publie une typologie des climats de la France métropolitaine dans laquelle la commune est exposée à un climat océanique et est dans la région climatique  Bretagne orientale et méridionale, Pays nantais, Vendée, caractérisée par une faible pluviométrie en été et une bonne insolation. Parallèlement l'observatoire de l'environnement en Bretagne publie en 2020 un zonage climatique de la région Bretagne, s'appuyant sur des données de Météo-France de 2009. La commune est, selon ce zonage, dans la zone « Intérieur », exposée à un climat médian, à dominante océanique.
Pour la période 1971-2000, la température annuelle moyenne est de 11,4 °C, avec  une amplitude thermique annuelle de 11,7 °C. Le cumul annuel moyen de précipitations est de 752 mm, avec 12,6 jours de précipitations en janvier et 6,5 jours en juillet. Pour la période 1991-2020, la température moyenne annuelle observée sur la station météorologique la plus proche, située sur la commune du Quiou à 17 km à vol d'oiseau, est de 11,6 °C et le cumul annuel moyen de précipitations est de 757,4 mm,. Pour l'avenir, les paramètres climatiques de la commune estimés pour 2050 selon différents scénarios d’émission de gaz à effet de serre sont consultables sur un site dédié publié par Météo-France en novembre 2022.

## Urbanisme

### Typologie
Au 1er janvier 2024, Saint-Maudez est catégorisée commune rurale à habitat dispersé, selon la nouvelle grille communale de densité à 7 niveaux définie par l'Insee en 2022.
Elle est située hors unité urbaine. Par ailleurs la commune fait partie de l'aire d'attraction de Dinan, dont elle est une commune de la couronne,. Cette aire, qui regroupe 25 communes, est catégorisée dans les aires de moins de 50 000 habitants,.

### Occupation des sols
L'occupation des sols de la commune, telle qu'elle ressort de la base de données européenne d’occupation biophysique des sols Corine Land Cover (CLC), est marquée par l'importance des territoires agricoles (90,7 % en 2018), une proportion sensiblement équivalente à celle de 1990 (91,1 %). La répartition détaillée en 2018 est la suivante : 
terres arables (67,4 %), zones agricoles hétérogènes (20 %), zones urbanisées (5,3 %), prairies (3,3 %), forêts (2,7 %), mines, décharges et chantiers (1,2 %). L'évolution de l’occupation des sols de la commune et de ses infrastructures peut être observée sur les différentes représentations cartographiques du territoire : la carte de Cassini (XVIIIe siècle), la carte d'état-major (1820-1866) et les cartes ou photos aériennes de l'IGN pour la période actuelle (1950 à aujourd'hui).

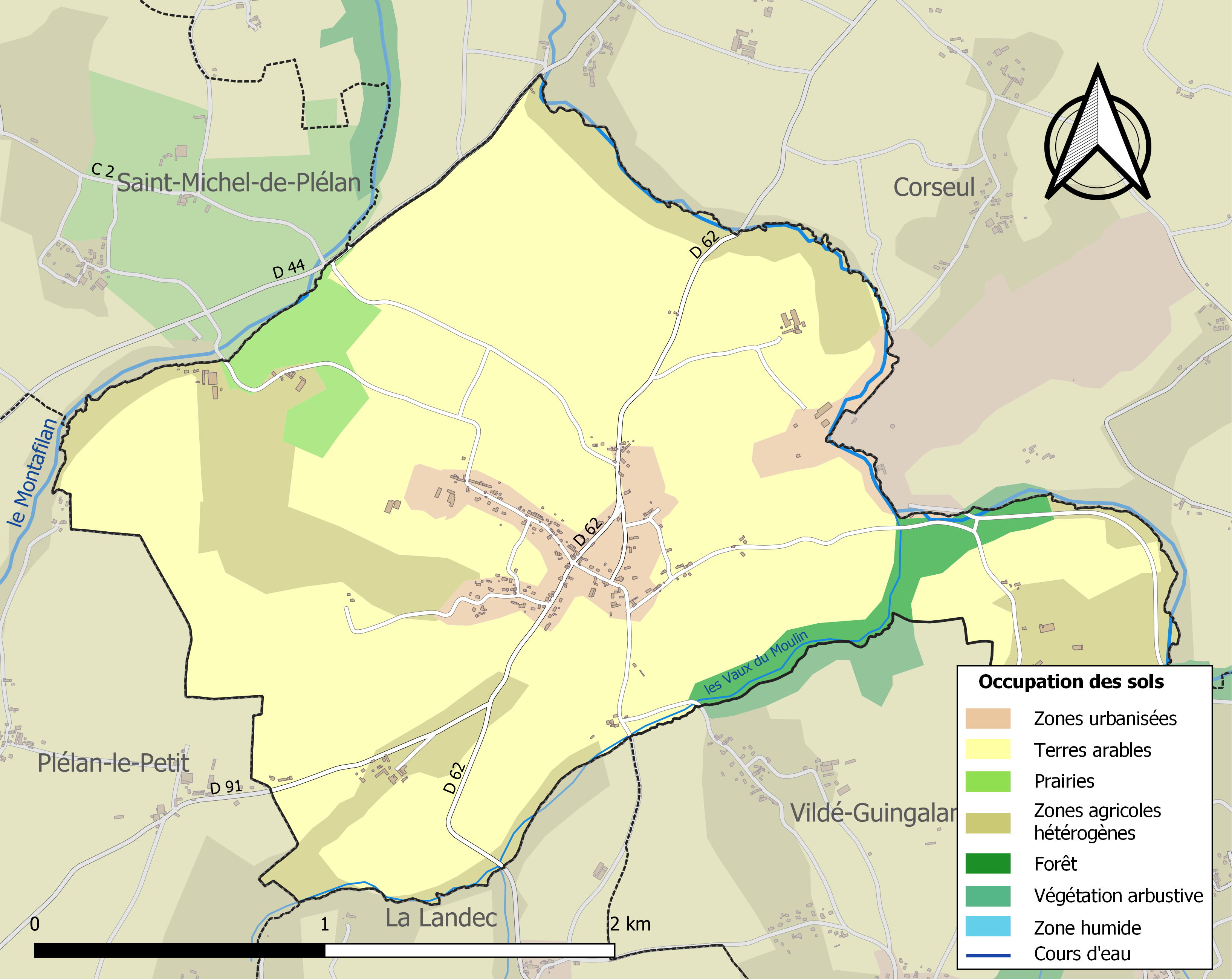
Carte des infrastructures et de l'occupation des sols de la commune en 2018 (CLC).

## Toponymie
Le nom de la localité est attesté sous les formes Sancti Maudeti en 1163, Sancti Maudeti de Corsoit en 1207, Saint Maude au XVIe siècle, Saint-Maudé en 1779.
Sant-Maodez en breton[réf. nécessaire].

## Histoire

### Le Moyen Âge
Saint Maudez est le dixième fils du roi d'Irlande Erelus (ou Erélée ou Ardée) et de Gentuse ou Gétive, son épouse. Saint Maudez débarque en Bretagne, vers 528, non loin de Dol, avec sa sœur sainte Juvette et deux disciples, saint Botmel et saint Tudy[réf. nécessaire].

### LeXXesiècle

#### Les guerres duXXesiècle
Le monument aux morts porte les noms des 15 soldats morts pour la Patrie :
- 11 sont morts durant la Première Guerre mondiale ;
- 4 sont morts durant la Seconde Guerre mondiale.

## Héraldique
| Blason de Saint-Maudez | Blason  | Taillé : au 1er d'argent semé de mouchetures d'hermines au trait d'azur, au lion de gueules couronné d'or brochant, au 2ème d'azur semé de mouchetures d'hermine et à Saint Maudet auréolé issant de la pointe et tenant une crosse épiscopale le tout d’azur au trait d'argent. |
| Blason de Saint-Maudez | Détails | Le statut officiel du blason reste à déterminer. |

## Politique et administration

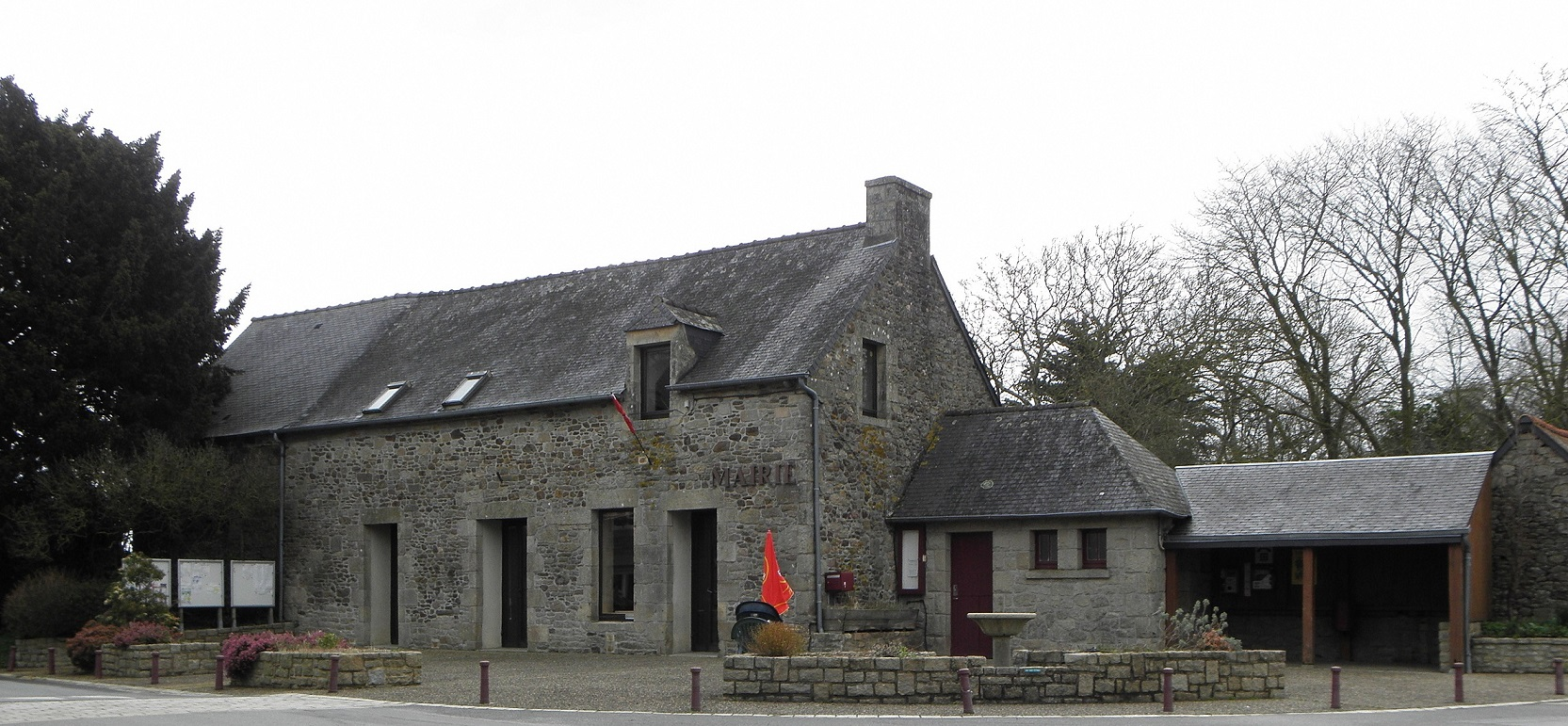
La mairie.

| Période                                  | Période     | Identité                    | Étiquette    | Qualité                                                        |
| ---------------------------------------- | ----------- | --------------------------- | ------------ | -------------------------------------------------------------- |
| Les données manquantes sont à compléter. |             |                             |              |                                                                |
| ca. 1922                                 |             | Yves Bernard de la Gâtinais | Conservateur | Conseiller d'arrondissement (1919 → 1928)                      |
| Les données manquantes sont à compléter. |             |                             |              |                                                                |
| octobre 1947                             | mars 1971   | Adrien Lebreton             |              |                                                                |
| mars 1971                                | mars 1989   | Jean Ecobichon              | DVG          | Agriculteur, maire honoraire                                   |
| mars 1989                                | mars 2008   | Maryvonne Juhel             | DVG          | Enseignante retraitée                                          |
| mars 2008                                | 27 mai 2020 | Frédéric Chapron            | DVG          | Directeur de centre nautique                                   |
| 27 mai 2020                              | En cours    | Fabrice Rivallan            |              | Chef d'équipe sécurité incendie Adjoint au maire (2014 → 2020) |

## Démographie
L'évolution du nombre d'habitants est connue à travers les recensements de la population effectués dans la commune depuis 1793. Pour les communes de moins de 10 000 habitants, une enquête de recensement portant sur toute la population est réalisée tous les cinq ans, les populations de référence des années intermédiaires étant quant à elles estimées par interpolation ou extrapolation. Pour la commune, le premier recensement exhaustif entrant dans le cadre du nouveau dispositif a été réalisé en 2007.

En 2022, la commune comptait 285 habitants, en évolution de −2,73 % par rapport à 2016 (Côtes-d'Armor : +1,78 %, France hors Mayotte : +2,11 %).
| 1793 | 1800 | 1806 | 1821 | 1831 | 1836 | 1841 | 1846 | 1851 |
| ---- | ---- | ---- | ---- | ---- | ---- | ---- | ---- | ---- |
| 288  | 279  | 303  | 301  | 345  | 315  | 419  | 356  | 339  |

| 1856 | 1861 | 1866 | 1872 | 1876 | 1881 | 1886 | 1891 | 1896 |
| ---- | ---- | ---- | ---- | ---- | ---- | ---- | ---- | ---- |
| 350  | 360  | 367  | 359  | 377  | 366  | 371  | 363  | 380  |

| 1901 | 1906 | 1911 | 1921 | 1926 | 1931 | 1936 | 1946 | 1954 |
| ---- | ---- | ---- | ---- | ---- | ---- | ---- | ---- | ---- |
| 353  | 365  | 328  | 317  | 320  | 320  | 320  | 267  | 309  |

| 1962 | 1968 | 1975 | 1982 | 1990 | 1999 | 2006 | 2007 | 2012 |
| ---- | ---- | ---- | ---- | ---- | ---- | ---- | ---- | ---- |
| 288  | 236  | 229  | 207  | 222  | 226  | 260  | 265  | 307  |

| 2017 | 2022 | - | - | - | - | - | - | - |
| ---- | ---- | - | - | - | - | - | - | - |
| 284  | 285  | - | - | - | - | - | - | - |

## Lieux et monuments

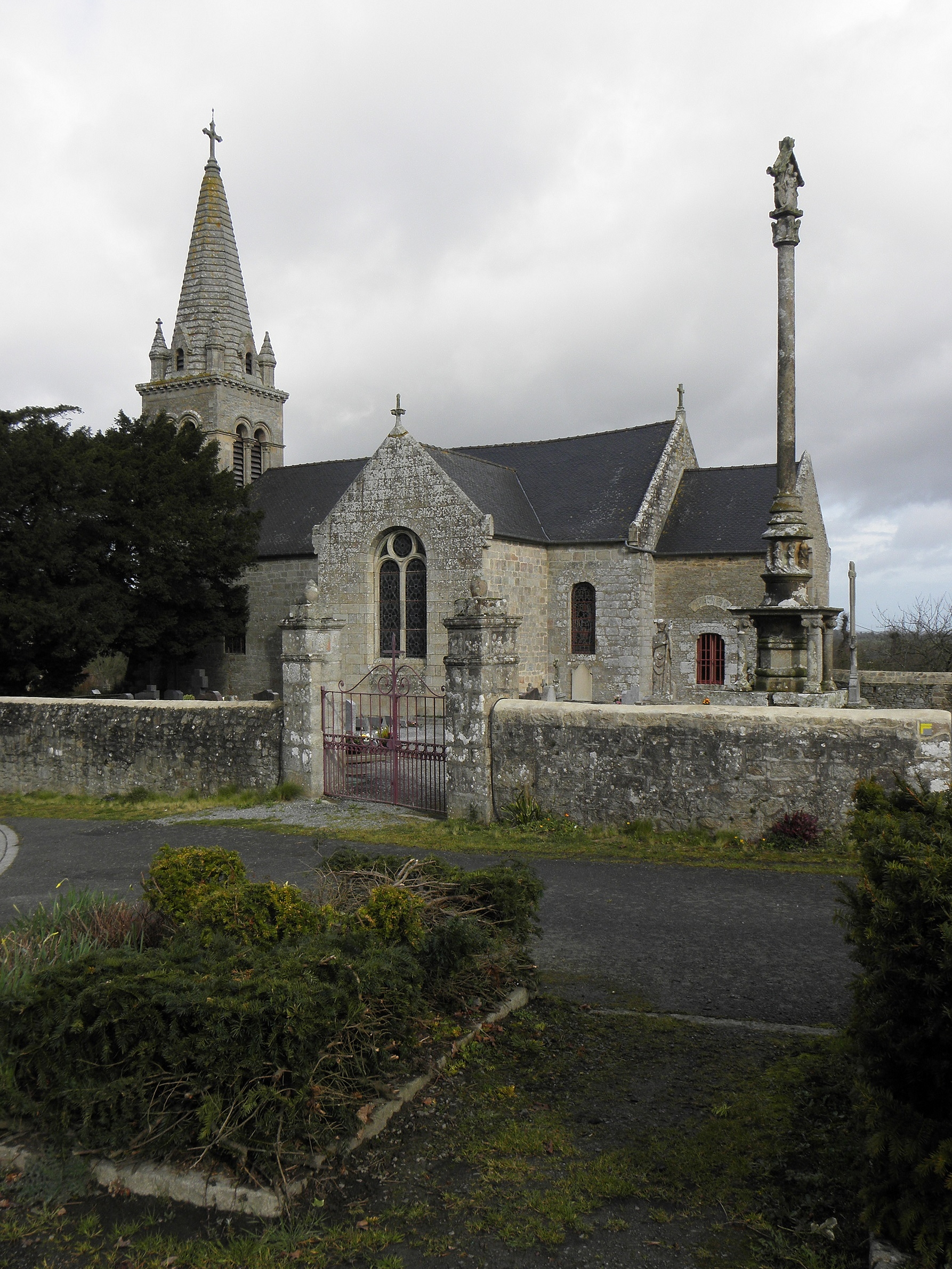
L'église Saint-Maudez.

- L'église Saint-Maudez, l'if millénaire[24], son enclos paroissial et la croix des Templiers (inscrite à l'inventaire des monuments historiques le 28/10/1926 sous la référence PA00089644[25])
- Les Croix Orrhins
- La fontaine Gouyon[26]
- Le Château de Thaumatz[27] (privé)
- Nombreuses vieilles maisons remarquables

## Galerie

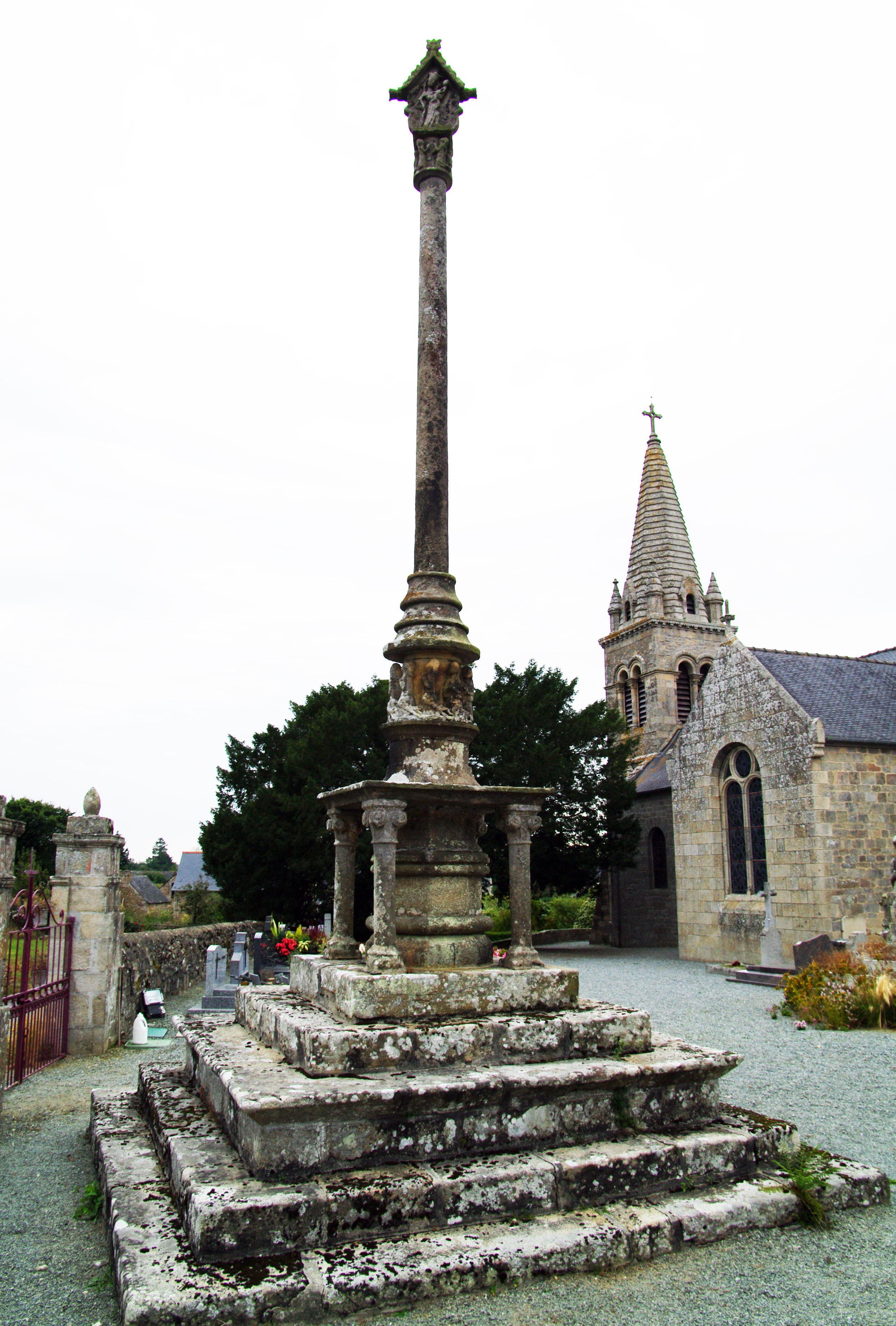
Croix Saint-Maudez.
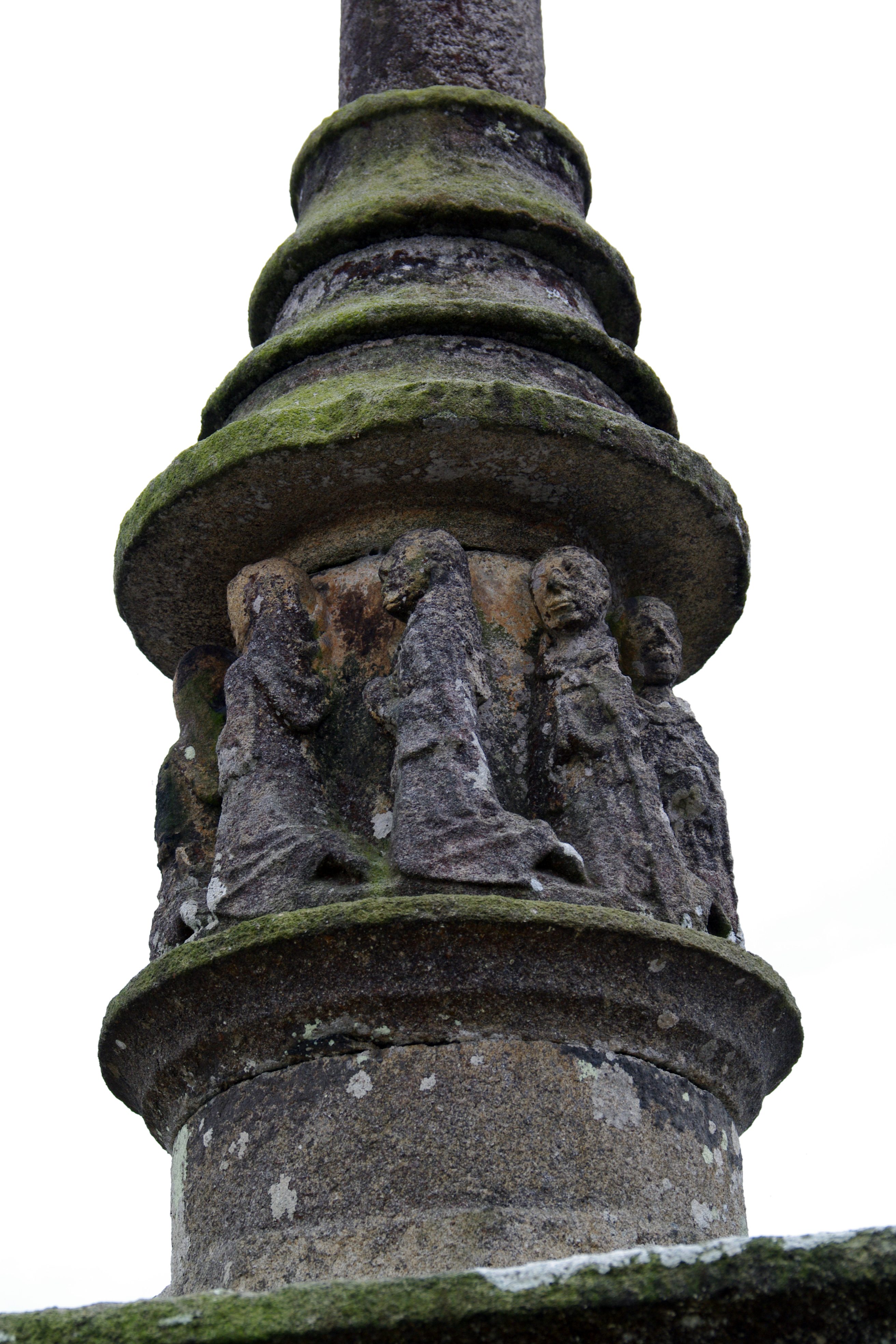
Croix Saint-Maudez.
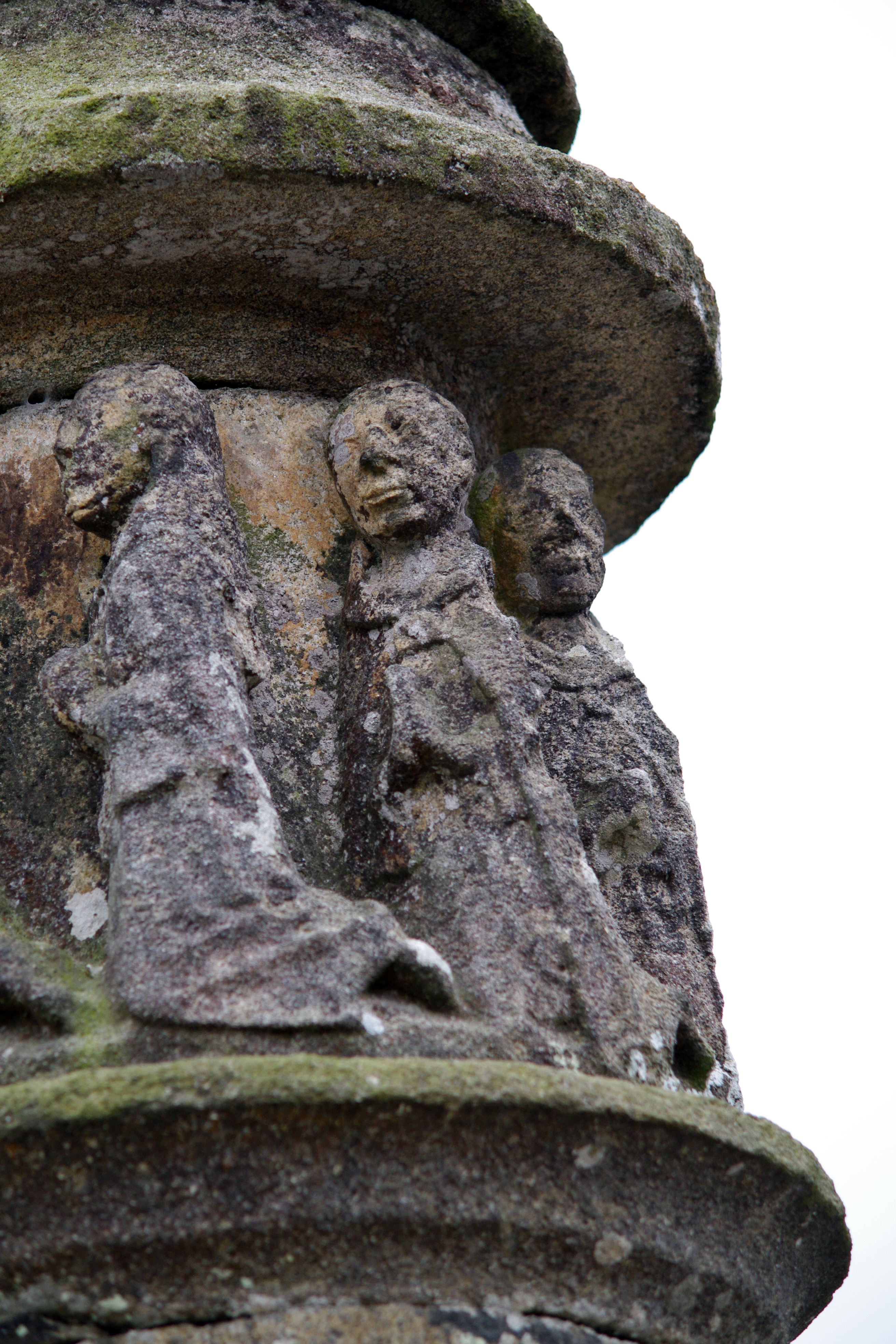
Croix Saint-Maudez.
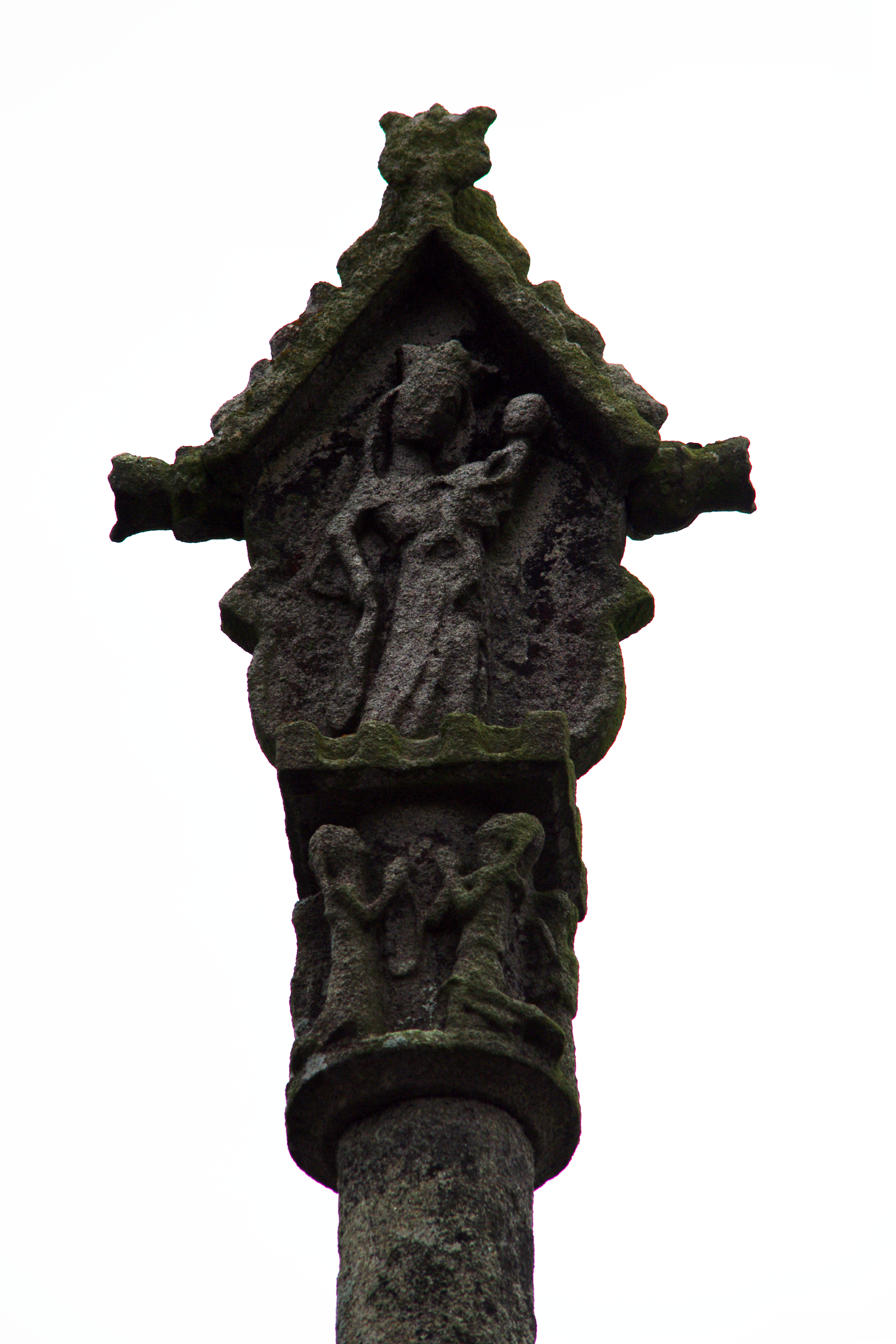
Croix Saint-Maudez.
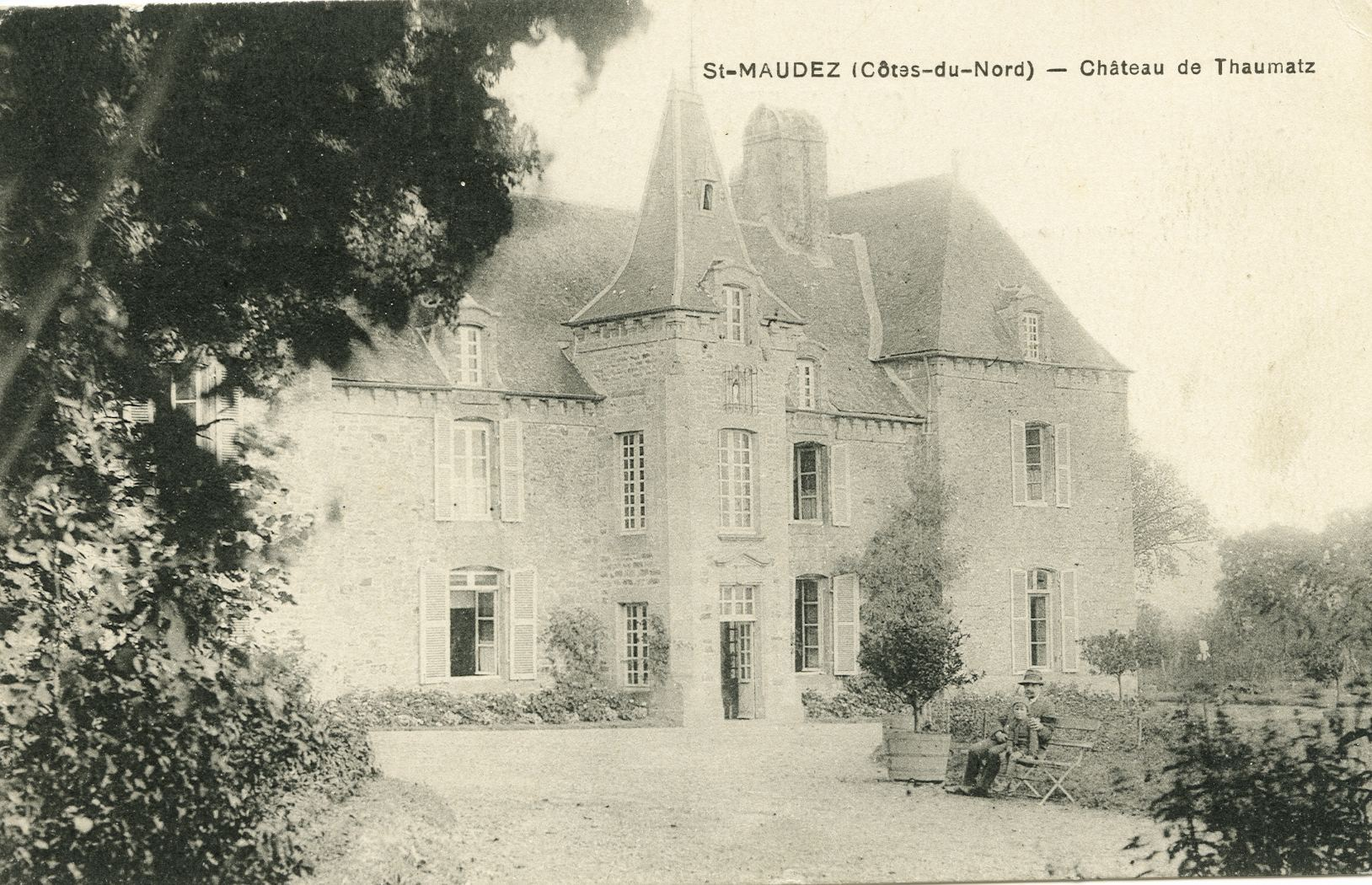
Manoir de Thaumatz au début du XXe siècle

## Personnalités liées à la commune
- Louis René de Gouyon-Thaumatz (1765-1839), conseiller général et député du département, né et décédé à Saint-Maudez